# 翔田千里
翔田 千里（しょうだ ちさと、1968年4月11日 - ）は、日本のAV女優。リズムプロモーション所属。

## 略歴
同年代の友人がAVにスカウトされて出演した際の話を聞いたことがきっかけで興味を持ち、2005年35歳の時にAVデビュー（作品内では37歳表記）。それまでロマンポルノは観たことがあるが、AVは観たことが無く、全く知らなかったという。
2006年10月に開催された第1回熟女クイーンコンテストでグランプリを受賞。
2007年3月15日に日本アダルト放送大賞 2007年度熟女女優大賞を受賞。
2008年1月8日の公式ブログで、2007年の年末をもってAV女優の活動を一時休止していたことを発表したが、2008年5月13日のブログでAVへの復帰を宣言した。
2009年3月25日、スカイパーフェクTV!の「スカパー!アダルト放送大賞」の最多出演女優賞を受賞。
2010年4月7日の公式ブログで、3月末をもってAV活動を卒業したこと、今後は写真モデルやサイン会・撮影会などAV以外の活動を行っていくことを発表した。また、元AV女優・友田真希とAV女優・倖田李梨との3人グループ「Female-ing」を結成。AV女優として経験したことを元にしたイベントの企画・プロデュースなどの活動を開始。公式ページも開設してイベントの告知や活動報告などをしていたが、短期間のうちに公式ページは閉鎖され、活動自体も休止状態になっていた。のちにこの時期、子宮腺筋症を患っていたことを明かしている。
2011年8月、AV女優としての活動を再開。
2022年7月に開始された、AV出演被害防止・救済法改正を呼び掛ける署名運動「女優・男優・スタッフが働きやすい『AV新法』にしてください」共同発起人。実務者へのヒアリングがないまま、立法されてしまった同法律に対して「職業差別、セクシャルな表現に対する差別、さらには労働者としての権利までもが剥奪されたと感じています｣との見解を述べている。
2024年6月の文春オンラインのインタビューにて、デビュー20周年となる2025年夏をめどにAV女優としての現役引退の意向を明かす。引退後も表に立つ仕事は継続し、AV業界ともかかわる予定。
2025年3月15日、ソクミルTV公式動画にて引退の撤回を発表。同年4月28日週FANZA通販フロアランキングにおいて『ヤリマンワゴンが行く！！ハプニング ア ゴーゴー！！川上ゆうと翔田千里とリズの珍道中 衰え知らずのケダモノコンビ襲来！凄腕性豪コンビネーションで素人精子を徹底搾取！』（桃太郎映像出版）が初登場6位を記録。

## 人物
デビュー前は18歳から人材派遣会社のマネージャー職を務めていた。デビューは子供ために自由が利く職業に転職しようとしていたタイミングだった。
AV監督の溜池ゴローによれば、知性やスタイルの良さから「イイ女」「高嶺の花」という存在感を持ち、AV史に残る存在と高く評価されている。
27歳で結婚して30歳になる2000年に離婚。シングルマザーとして一児を育て、2021年現在23歳の子供がいる。

## 作品

### アダルトビデオ
2005年
- 団地妻 夫には許されない留守宅の猥褻不倫（11月30日、アテナ映像）他出演:宮田理沙 他
- 奥さん、夫が開発した大人のオモチャを試させて下さい PART.2（12月4日、ヒビノ）共演:朝桐楓、高梨穂花、浅倉麻耶、森川紫乃、美郷舞、成嶋芹香、三上夕希
- 美熟女陵辱中出し（12月7日、リアルエレメント）
- もう義母さんでしかイケない2（12月9日、東京音光）
- 人妻温泉 癒し系13 四の湯 人妻温泉の湯の女（12月10日、MADAM MANIAC）他出演:久遠ユリ、遠藤ゆりあ、高杉サト、美波志保、姫宮杏
- 溜池ゴローのうれごろ日記（12月15日、ミル）

2006年
- 母親失格（1月6日、匠）
- 新・熟女LEVEL A 6（1月11日、RUBY）
- いとこの姉さん 〜歪んだ痴情〜（1月25日、マドンナ）
- 院長夫人の誘い癖（1月25日、ネクストイレブン）共演:井沢夕
- 新・母子相姦遊戯 蔵の中の私 参（2月8日、SUPER BRAKE）
- 満たされない人妻4時間（2月17日、おかず。）他出演:立花瞳、夢咲こよい、水沙和みずほ、佐伯晴香、坂下れい、神崎京子、井川ななこ、美波志保
- 僕のおばさん（2月25日、マドンナ）
- 人妻絶対服従イラマチオ（3月5日、人妻道）
- ザ・タブー家族 義母がすけべで身がもたない10（3月10日、東京音光）
- 千駄ヶ谷近親家族（3月16日、ALEDDIN）
- 母さんとしたい!（3月25日、マドンナ）
- 新美熟女画報 第九号（4月13日、溜池ゴロー）
- ミセスバーチャオナ 81（4月14日、完熟）
- 若女将中出し（4月15日、艶妻）
- 和服美人妻生殺し 〜絶頂寸前ジラされ地獄〜（4月21日、Jz）
- Hカップ爆乳家政婦は見た!4（4月22日、DYNAMITE）共演:田村のぶえ
- 熟年離婚妻（4月25日、マドンナ）共演:あずま樹、美波志保、岡江由美子
- 人妻強姦中出し 私、昔の男に犯され、見知らぬ男に中出しされました（5月12日、人妻.com）
- 新・母子相姦 母と息子の近親相姦（5月13日、Blood）
- 捕まる人妻 番外篇（5月17日、中嶋興業）他出演:立河礼子、中谷彩、忍足紅美、和宮圭紀
- 東京セレブワイフ 〜代官山の美人妻〜（5月18日、ディープス）
- 誘惑マダムが舞い降りた2（5月28日、RISKY）他出演:松野千明、朝岡麻里子、菊地瑠璃子
- ぬれまなこ（5月28日、アロマ企画）
- メス義母（6月8日、ディープス）
- 熟雌女anthology #010 熟女の口はもっと嘘をつく（6月16日、アウダーズジャパン）
- 熟女のムレムレパンスト4時間!!（6月16日、EROTICA）他出演:紫彩乃、友田真希、あずま樹、美波志保 他
- ママに甘えたい。（6月22日、熟恋）
- 競泳水着の人妻（6月22日、アキノリ）共演:南原香織、高倉梨奈
- まさか叔母ちゃんに筆下ろしされるとは…7（7月7日、東京音光）
- 人妻の告白 夫に内緒でAVに出演する人妻たち（7月10日、人妻.com）他出演:伊沢涼子、矢吹涼子、藤見玲、藤本あかね
- ディープスロート夫人（7月10日、AVS PROJECT）
- 騎痴女 Volume.003 乗りたがりの女たち（7月11日、0-Plan）他出演:日高ゆりあ、小林かすみ、二岡ゆり、坂本梨沙
- 保険屋の叔母さんに中出し!!（7月20日、熟恋）
- 人妻温泉DX 〜人妻大乱交〜（7月21日、MMC）他出演:美波志保、遠藤ゆりあ、愛沢美奈、姫宮杏 他
- おふくろさん! 翔田千里 完全版（7月28日、おかず。）
- 母子相姦外伝 友達のお母さん（8月12日、NEXT DOOR）
- 隣の奥さん 中出し20連発（8月17日、暴夢）
- 義母の万引き（8月25日、電撃）
- 社宅マンションの妻たち2（8月25日、マドンナ）共演:風見京子、中村亜紀
- 艶熟 女ざかり3 熟れ時三十七才色香編（8月30日、BOUKEN GORILLA）他出演:日吉ルミコ
- 中出しソープ 麗しの熟女湯屋（9月6日、HAMAM）
- 猥褻痴女6（9月7日、痴肉狂乱）共演:松本亜璃沙
- Age38 翔田千里 人妻 元商社社長秘書（9月7日、Woman）
- 非日常的悶絶遊戯 第五十六章 友達の母、千里の場合（9月10日、PHANTOM 夢）
- 義母奴隷（9月13日、溜池ゴロー）
- 親友の母（9月18日、太）
- ママはスケベなニュースキャスター（9月20日、ネクストエレブン）
- 未亡人中出し（9月25日、マドンナ）
- 競泳ミセス（10月10日、TOGRO）
- 妖美巨尻物語 女主人（10月10日、AVS PROJECT）
- フェラコレ2006秋（10月10日、ハヤブサ）他出演:SARINA、あずま樹、さいとう真央、さくらの、みずなあんり、緒川さら、小春、矢吹涼子、菅野亜梨沙、一ノ瀬カレン、桃井りか、咲月ゆり、美咲沙耶、流海、桜沢まひる、唐沢美樹、真瀬ゆいの、百瀬まひる、名波ゆら、川尻みゆき、小向杏奈、安奈久美、水咲葵、天咲めい
- 熟女を電マでイカせ続ける3時間（10月11日、鬼丸）
- 官能団地妻 背徳の情事（10月19日、HIBINO）
- チンポいたぶり好きで、寸止め好きな、いじわる主婦に犯される!!（10月19日、ドグマ）共演:友田真希、ささきふう香
- 若女将中出し 総集編 壱（10月20日、艶妻）他出演:立花瞳、月島えりな
- マドンナ学園4 〜教師と生徒・禁断の性〜（10月25日、マドンナ）共演:青木美里、大城真澄、柊麗子、増尾彩、天霧真世
- となりの家の母親だけどブチ込みたい（10月25日、ネクストイレブン）他出演:絵川真帆、福田静香
- ミス・バツイチ（10月27日、OFF SIDE）他出演:南原香織
- S級セレブ男嬲り4時間（10月27日、Nadeshiko）他出演:風間ゆみ、南原香織、速水怜、日向ありさ、水無月なぎさ、橘未稀、大友唯、大友早紀 他
- 完全主観ヴァーチャル近親淫語責め。（11月4日、ALEDDIN）
- 美人妻の午後は妄想おもらし三昧（11月10日、AVS PROJECT）
- 妖艶に咲く熟女の白い射液12（11月10日、魂奇）
- 実話大衆 第2号（11月10日、INDECENT REAL）他出演:西音寺なな
- 熟女メイド（11月16日、アキノリ）共演:松本亜璃沙、美波志保、千野麗香
- 背徳愉悦 近親相姦（11月19日、MotherGoose）他出演:華田舞織
- 性玩具に感じる熟女達 総集編4時間（11月25日、マドンナ）他出演:風間ゆみ、神崎京子、折原純子、藤森かおり、麻生千尋、麻生ひかり、鮎川るい、沢田麗奈、青山ゆかり、青木美里、北原清美
- 放尿大全集（11月30日、センタービレッジ）他多数出演
- 熟道 55title 総集編 第四巻（12月6日、熟道）他出演:風間恭子、友田真希、友崎亜希、深津映見 他
- TAKARA ERO GIGA BOX（12月7日、TAKARA VISUAL）他出演:金城アンナ、宮地奈々、百瀬まひる、速水怜、結城リナ、姫野愛、眞雪ゆん、紅音ほたる、多々野昌稀 他
- ドリームステージ2006 カウントダウンBEST10（12月15日、熟女絵巻）他出演:立花瞳、瀬名涼子、折原純子、松本亜璃沙、石原小百合、美波志保、鏡志穂、中村りかこ、堀切さちえ
- Fetish Lesbian 32（12月19日、ドリームクリエイト）共演:松本亜璃沙
- （人妻）中出し100連発コレクション（12月21日、IE NERGY!）他出演:風間ゆみ、立花瞳、あずま樹、松本亜璃沙
- 人妻の巨尻に埋もれたい（12月25日、Domino）共演:風間ゆみ、中村りかこ
- 禁断の愛情 総集編4時間（12月25日、マドンナ）他出演:日向ゆみ、岡崎美女、吉野碧、西条麗 他
- 新・熟女LEVEL A 特別篇（12月25日、RUBY）他出演:神崎京子、高月幸穂、麻川梨乃、松本亜璃沙、佐藤理江、あずま樹、水沙和みずほ
- 近●相姦 義母さんの誘惑（12月29日、Nadeshiko）

2007年
- 人妻競水マニア Vol.3（1月13日、熟）
- ディープス2006上半期作品集（1月18日、ディープス）他出演:YOKO、綾乃梓、小泉彩、友田真希 他
- 近親相姦ベスト10人3（1月18日、ALEDDIN）オムバス作品 他出演:玉置マリア、白咲蓮、篠宮慶子、矢吹涼子 他
- 美熟女達の THE 角オナニーシーン（1月19日、SOLID）他出演:立花瞳、友田真希、あずま樹 他
- 和服義母レイプ（1月19日、TMA）他出演:沢口みき、葉月由良、白鳥美鈴
- 人妻が熟れて我慢できない午後3時 SPECIAL2（1月19日、MMC）他出演:愛田るか、大友園子、常盤みどり、七瀬あおい 他
- 聖マドンナ病院 〜美熟女たちの欲望カルテ〜（1月25日、マドンナ）共演:白鳥美鈴、友田真希、草凪純
- 未亡人 総集編4時間（1月25日、マドンナ）他出演:友崎亜希、里中亜矢子、西条麗、あずま樹 他
- 人妻のオナニー なでしこ24人の本気・生オナニー（1月26日、Nadeshiko）オムニバス作品
- 立花里子と集団痴女マダムス 完全版（1月26日、おかず。）共演:立花里子、松本亜璃沙、南原香織
- ザーメン中出し 凌辱女社長（2月1日、ワンズファクトリー）
- 翔田千里でござひます 溺愛保存版（2月8日、TAKARA VISUAL）
- NO.1美女軍団 女教師 中出し20連発 スペシャル（2月8日、暴夢）共演:麻生岬、風間ゆみ、松本亜璃沙、小向杏奈
- 義母 息子狩り（2月16日、BURST）他出演:葉月由良、白鳥美鈴、沢口みき
- おふぇらいたします（2月22日、TAKARA VISUAL）他出演:篠宮慶子、風間ゆみ、あずま樹、白鳥美鈴、橘弥生 他
- 私の可愛いペットたち 熟女の手ほどき（2月23日、太）共演:倖田李梨
- 近親相姦 母子偏愛（2月25日、マドンナ）
- マドンナ学園 総集編4時間（2月25日、マドンナ）他出演:紫彩乃、菊池エリ、里中亜矢子、立花瞳 他
- 熟女騎乗位 総集編4時間（2月25日、マドンナ）他出演:紫彩乃、酒井ちなみ、愛染恭子、友崎亜希、あずま樹 他
- 底なし家族の美味しい関係2（3月9日、東京音光）共演:吉川美奈子
- 人妻絶対服従イラマチオ Super Best（3月10日、人妻道）他出演:須藤あゆみ、中村りかこ、立花瞳
- 人妻たちの美麗鳴淋炎 〜其ノ壱・覚醒〜（3月10日、蠍）共演:千野麗香
- 女教師千里（3月13日、溜池ゴロー）
- 美熟女 Venus Port（3月16日、貴婦人）
- なでしこスペシャル 女系家族 完全版（3月16日、Nadeshiko）共演:白鳥美鈴、坂本梨沙、さとう和香、山本艶子
- 新・戦争悲話4 母娘陵辱拷問（3月22日、ヒビノ）共演:雛形ともこ
- 人妻ロワイヤル（3月23日、TMA）他出演:咲月めい、夏川しずく、風間ゆみ
- 親友の母スペシャル4（3月23日、ROSE）他出演:白鳥美鈴、天霧真世
- 息子に捧げる 義母オナニー12人（3月24日、電撃）他出演:白鳥美鈴、ささきふう香、里中亜矢子、友崎亜希 他
- セレブ美熟女 最高の筆おろし!3（3月25日、マドンナ）共演:松本亜璃沙
- 僕のおばさん総集編4時間（3月25日、マドンナ）他出演:日向ゆみ、吉野碧、西条麗、倖田李梨、佐伯晴香
- 痴女の唇と挑発淫語と接吻（4月1日、ワンズファクトリー）
- 熟雌女anthology #020DX　（4月6日、PLUS）共演:山口玲子
- 僕がイッたイカせた女たち2（4月13日、東京音光）他出演:小林みゆき、大友園子、鮎川るい、ミュウ、池田こずえ、志村玲子
- 熟れた友達のお母さんを犯しまくりたい。（4月19日、ドグマ）
- 若く逞しいおち○ぽに狂わされた働くおばん 愛蔵版総集編 六の巻（4月19日、熟恋）他出演:椿美羚、保坂麻紀、小橋早苗、嶋田奈々子、堀切さちえ、梅宮さちこ、平川奈美、津島早智、絹田美津
- 極選マダムズ 4時間 EX（4月20日、Nadeshiko）他出演:白鳥美鈴、速水怜、風間ゆみ、南原香織 他
- 官能義理の母3時間スペシャル2（4月25日、サイドビー）他出演:加賀雅
- ドキッ!熟女だらけの大運動会 〜マドンナ学園番外編〜（4月25日、マドンナ）共演:三田聖子、柏原ふみえ、松浦ユキ 他
- 母さん…（4月25日、母屋）
- 熟女の潮吹き 4時間スペシャル 加藤鷹にイカされたオンナ達!（4月27日、Nadeshiko）他出演:水沙和みずほ、佐藤理江、みずしまちはる、小椋まりあ、あずま樹、須藤あゆみ、山口美紀、水紗和みずほ
- 熟女淫尻集 匂い立つ十八人の熟女尻ベストセレクション（5月9日、MIX）他出演:ささきふう香、桜田由加里、美月ゆう子、秋山よし乃 他
- 息子ガ実母ヲ犯ス時（5月11日、漫熟）
- 義母奴隷ベスト（5月15日、溜池ゴロー）他出演:友田真希、金子リサ、友崎亜希、葉山瑶子
- 教え子の母（5月19日、MARIA）
- マドンナファンの集い 美熟女と行く混浴温泉バスツアー2（5月25日、マドンナ）共演:松本亜璃沙、天霧真世、神崎美樹、小池絵美子、倖田李梨、五月瑠美、日野麻里子、大城真澄、間宮いずみ、平川奈美、川島朋子、秋川真理、川村あんな
- 近親相姦 母子偏愛 総集編4時間（5月25日、マドンナ）他出演:美月ゆう子、清水美佐子、葉山瑶子、折原純子、如月みゆき
- 人妻たちの密会2（5月25日、月華美人）他出演:風間ゆみ、聖瑛麻 他
- 近親相姦 悶絶義母の満貝（5月26日、SSV.COM）
- 狂ったざくろ 母との淫欲（6月7日、龍縛）
- 痴漢の虜 〜痴漢に快楽を見出した二人のオンナ〜（6月7日、Woman）共演:坂上友香
- 熟尻パンストエロティズム（6月15日、熟丸）
- 昼下がりの犯され妻 10人の奴隷妻7（6月16日、隼）他9名出演
- 熟女トランス（6月19日、ドグマ）
- 団地妻（6月23日、グラフィティジャパン）共演:志村玲子
- 働く女集団中出しレイプ（7月1日、ワンズファクトリー）他出演:姫野愛、風間ゆみ、結衣、唐沢美樹、小向杏奈
- 人妻たちの美麗鳴淋炎 〜其ノ弐・慕情炎情〜（7月4日、蠍）共演:南原香織
- 発情真堕夢（7月7日、AVS PROJECT）共演:高倉梨奈
- 哀母近親相姦 被虐の相姦図（7月7日、マドンナ）
- 完熟Cream　（7月13日、ミル）
- 美熟女画報ベスト 〜ハメ撮り編〜（7月13日、溜池ゴロー）他出演:矢吹涼子、愛田るか、金子リサ、あずま樹
- 匂い立つ日常のエロスベスト（7月13日、溜池ゴロー）他出演:金子リサ、友田真希、あずま樹、白石さゆり 他
- 熟女 逆ハーレム7 貴女の思いのまま（7月13日、MADAM MANIAC）他出演:相馬里歩、中峰さゆり、神崎美樹、酒井ちなみ、真田ゆかり
- 母親失格 総編版 VOL.5（7月19日、匠）他出演:上原なみ、みずしまちはる、倉田みやび、加藤由紀
- 飛びっこ妻（7月20日、Nadeshiko）
- フェラ熟女 スーパースロー編集（7月21日、電撃）オムニバス作品
- 小林興業上半期売上げランキング 8時間2枚組（7月25日、小林）他出演:泉貴子、白鳥祥子、南原香織、常盤ことこ 他
- 淫乱熟女ズッポリ!挿入部総集編32人4時間（7月25日、マドンナ）他出演:酒井ちなみ、神楽メイ、白石さゆり、白鳥美鈴、愛染恭子 他
- アイラブロデオ（8月1日、蠍）他出演:南原香織、千野麗香
- バイブ白書M（8月1日、AVS PROJECT）
- 黒天狗屋敷の熟れた女狐（8月1日、AVS PROJECT）共演:白鳥美鈴
- フェロモンマダム vol.1（8月7日、桃太郎映像出版）共演:志村玲子
- もう一つの熟バス2 未公開セックス・フェラ映像全てお見せします!（8月7日、マドンナ）共演:松本亜璃沙、天霧真世、神崎美樹、小池絵美子、倖田李梨、五月瑠美、日野麻里子、大城真澄、間宮いずみ、平川奈美、川島朋子、秋川真理、川村あんな
- キャンギャル熟女　（8月13日、ミル）
- 女教師ベスト（8月13日、溜池ゴロー）他出演:風間ゆみ、金子リサ、沢田麗奈、深津映見、酒井ちなみ
- 32人の乳もみインタビュー 4時間（8月10日、TMA）他31名出演
- ママに甘えまくりたい。 欲情愛蔵版総集編（8月16日、熟恋）他出演:赤西ゆき、三浦友美、堀切さちえ、美波志保 他
- おふくろさん!スペシャル 美熟女4人の禁断SEX（8月17日、Nadeshiko）他出演:白鳥美鈴、赤坂ルナ、紫彩乃
- 熟女スペシャル240分 8（8月17日、ROSE）他出演:友田真希、紫彩乃、望月加奈、松本亜璃沙 他
- 極選4時間 人妻温泉（8月24日、CRYSTAL EX）他出演:西条麗、大友園子、美波志保、白鳥美鈴 他
- 熟女達のレズビアン 花弁のしたたり（8月24日、太）共演:結衣、倖田李梨、細井真理子
- 翔田千里 総集編 4時間（8月25日、マドンナ）
- 欲情痴女の舐め捲り絶頂SEX 15人4時間（9月1日、ワンズファクトリー）他出演:紅音ほたる、上村愛、風間ゆみ、姫野愛、星野あかり
- 熟爛 第二章（9月1日、W EAGLE）
- 人妻MUSEUM4時間（9月1日、NIRVANA）他出演:麻生岬、加藤ツバキ、宝月ひかる、立花里子 他
- 不倫 インケイジュ（9月5日、COBRA）共演:風間ゆみ
- 実録母子情交 三十路母 第参巻（9月5日、MIX）他出演:風間恭子、深津映見、秋山よし乃、林かれん 他
- オトナの社交場 エグゼクティブ会員制ラグジュアリーセレブパーティー（9月6日、Woman）共演:白鳥美鈴、松本亜璃沙、あずま樹、南原香織 他
- 友人の母（9月13日、溜池ゴロー）
- 恩師の妻 総集編（9月18日、ROSE）他出演:白鳥美鈴、志村玲子
- Woman 1st Anniversary Woman 1周年メモリアルベストセレクション（9月1日、Woman）他出演:麻生京子、松本亜璃沙、山崎亜美、深津映見 他
- Woman 1st Anniversary 最高級スタイリッシュウーマン13人＋最高級オトナの遊び癒し空間ベストセレクション（9月20日、Woman）他出演:山崎亜美、高倉梨奈、松本亜璃沙、南原香織 他
- 母さんとしたい!総集編4時間（9月25日、マドンナ）他出演:あずま樹、西本かつの、美波志保、白鳥美鈴、増尾彩
- SLAVE調教（10月1日、AVS PROJECT）
- セレブ美熟女12人 最高の筆おろし総集編4時間（10月7日、マドンナ）他出演:紫彩乃、倖田李梨、友田真希、友崎亜希 他
- 窒息圧迫!顔騎悦楽（10月7日、SILENT X）他出演:風間ゆみ、友田真希
- 団地妻 総集編3（10月19日、ROSE）他出演:志村玲子、伊東玲美、高島恵
- 癒しの温泉旅館 美熟女女将 宿帳2（10月26日、太）共演:南原香織
- 完全ドキュメント 緊縛秘画報 揺られる赤子（11月7日、スーパースペシャル）
- 美熟女画報ベスト 〜お掃除&複数プレー編〜（11月13日、溜池ゴロー）他出演:あずま樹、小池絵美子、高倉梨奈、矢吹涼子、金子里沙、間宮いづみ、如月セレナ、愛田るか
- 性母・千里（11月19日、ドグマ）
- TMA超絶Queen ∞ 極2枚組 8時間（11月23日、TMA）オムニバス作品
- 親友の母 熟女懇親会（11月26日、太）共演:五十川みどり、倖田李梨
- MADONNA BOOTCAMP ELITE（12月1日、マドンナ）共演:村上涼子、川瀬さやか、魚住里奈、藤堂直美、北村麻美、児玉しの、佐藤りえ真咲菜々
- 温浴マッサージのお宿 翔田亭（12月1日、アロマ企画）共演:吉澤レイカ
- 陵辱レズ調教 羞恥と快楽に溺れゆく女達。（12月1日、U&K）共演:瞳れん、中山りお、麻生岬
- ワープエンタテインメント 1年まるごと特別総集編 2007 4時間（12月5日、Waap）オムニバス作品
- フェロモンマダム エクストラ（12月7日、桃太郎映像出版）共演:瀬戸ゆうき、風間ゆみ、流川純
- 美顔（12月13日、溜池ゴロー）
- 義母相姦 W義母（12月14日、マスカット）共演:志村玲子
- 熟女スペシャル240分 9（12月17日、ROSE）他出演:望月加奈、志村玲子、倖田李梨、夢野まりあ 他
- 近親相姦 夢の母子豪華デラックス（12月19日、MotherGoose）他出演:風間ゆみ、友崎亜希、宮下真紀、里中亜矢子 他
- 痴熟女（12月21日、深海）
- 美熟女レズ泡姫（12月21日、DIVA'S）共演:天海ゆり
- 熟女の秘めたる楽しみ フィーリングレズビアン（12月25日、太）共演:友田真希、桐島秋子、倖田李梨
- AV女優グランプリ（12月25日、トップワン）他出演:滝沢優奈、佐藤江梨花、未来、大塚ひな、持田茜、清原りょう、あずま樹、YOKO、AYA

2008年
- 超豪華有名女優未公開映像とってもスケベなフェラッ娘たち!淫乱お口編（1月19日 桃太郎映像出版）他出演:Rico、愛田るか、桜このみ、志村玲子、友田真希、七海菜々、林マリア、星野あかり、松本亜璃沙、望月るあ
- 美熟女の誘惑 1（1月25日、ジャネス）
- 親友の母親とゴム無し交尾（1月25日、スターパラダイス）他出演:あずま樹
- 狂愛相姦 娘の男と寝る母（1月28日、グラフィティジャパン）共演:未来
- 熟女犬 チサト（2月13日、溜池ゴロー）
- 超豪華有名女優未公開映像 突き入れて下さい…熟れた柔肉に 淫乱ファック編 2（2月19日、桃太郎映像出版）他出演:南原香織、市井明歩、早川しのぶ、山口まりこ、小林美咲
- 僕のワーキングママはチ○ポ中毒（2月20日、スターパラダイス）他出演:瀬名涼子
- こちらマドンナ独身寮・ただいま満室 美人寮母がチンポのお世話もいたします!（2月25日、マドンナ）
- 美熟女と黒人（3月7日、マドンナ）
- 地妻 乱れ堕ちていく午後の団地妻たち3時間（3月14日、ビッグモーカル）他出演:坂上友香、望月加奈、坂本梨沙、川瀬さやか、南沙也香
- SEX WIFE 〜素人妻モデルズ〜（3月21日、ビデオバンク）他出演:南原香織、葉月由良、篠原優衣
- 最初で最後のアナルファック（4月2日、マドンナ）
- 翔田千里がソープランド嬢だったら（4月10日、溜池ゴロー）
- 背徳愉悦 近親相姦（4月19日、桃太郎映像出版）
- 近親相姦 中出し 母の願いを叶えてくれた息子（8月21日、センタービレッジ）
- レズビアン魂 双頭バイブ キル!キル!キル!（9月21日、h.m.p）共演:南原香織、他出演:瀬戸ゆうき、吉澤レイカ、高倉梨奈、北崎未来、松浦ユキ、あずま樹
- 妖艶おんな愛戯 絡み合う淫らな女露の調べ（9月25日、マドンナ）共演:流川純、菊川麻里
- 巨尻妻（10月3日、映天）
- 両隣の未亡人（10月24日、グラフィティジャパン）他出演:村上涼子
- 汚された不動産レディ（10月25日、マドンナ）
- 母子家庭 〜義母の身代わり凌辱〜（11月1日、溜池ゴロー）
- アブノーマルレズ 熟女2×レイプ 4（11月19日、マドンナ）共演:坂本梨沙
- 近親相姦 変態夫婦と禁断の関係を結ぶ爆乳母と息子 「Hカップは僕だけのもの」（11月20日、グローリークエスト）共演:宮田まり
- 置き屋に落ちた恩師の妻（11月21日、大洋図書）
- 農村の母（11月25日、マドンナ）
- 美熟女たちの自画撮り本気オナニー ぜ〜んぶ撮りおろし!（11月25日、マドンナ）他出演:倖田李梨、芦沢彩乃、白坂百合、堀口奈津美、押切あやの
- 感じる人妻（11月25日、UGANDA）
- 熟妻肌ざわり（12月12日、光夜蝶）
- 感じる人妻 〜禁じられた遊び〜非日常編（12月13日、UGANDA）
- 素人のみなさん!綺麗な痴熟女に発射した後も責め続けられてみませんか! 3（12月15日、ジャネス）共演:坂本梨沙
- セールスレディにイキなりセンズリ見せ応対（12月19日、OFFICE K'S）他出演:若槻尚美、桧山すず、寺崎悠子
- 僕にだけ優しい千里ママ（12月25日、マドンナ）

2009年
- 銭湯の看板女将はお熱いのがお好き（1月7日、マドンナ）
- マドンナファンの集い 美熟女と行く混浴温泉バスツアー 4 祝・マドンナ5周年 〜豪華美熟女たちの恩返しSPECIAL〜（1月25日、マドンナ）共演:友田真希、北原夏美、倖田李梨、岸川ひろみ、小池絵美子、青井マリ、松浦ユキ、小林芽衣、大林理恵、高坂保奈美、中森玲子、根元純、宮田まり
- 美熟女マッサージ師の手淫でたっぷり精子を出しちゃった!（1月25日、マドンナ）他出演:倖田李梨、芦沢彩乃、白坂百合、押切あやの、堀口奈津美
- エロい美熟女のチ○ポしゃぶりとオマ○コ汁は好きですか?（2月5日、ジャネス）他出演:瀬戸ゆうき、松浦ユキ、山口美花
- 濡れ透け婦人の甘い疼き 〜フィットネスに励む美人妻・千里〜（2月7日、マドンナ）
- 大家族の嫁（2月13日、溜池ゴロー）
- 近○相姦! 優しいお義母さんのまごころ子育て（2月20日、Nadeshiko）
- お義母さんの性教育（2月25日、エマニエル）
- マジックミラー号 超ゴージャス!濃密美熟女逆ナンパ 横浜みなとみらい編（3月5日、ディープス）共演:友田真希、高坂保奈美、風間ゆみ
- 不倫探偵の女（3月7日、マドンナ）
- 美熟女ナース（3月13日、溜池ゴロー）
- 親友の母と背徳の交尾関係（3月15日、スターパラダイス）他出演:北原夏美、友田真希、あずま樹
- 翔田部長のお尻の件で。（3月19日、タカラ映像）
- もう一つの混浴温泉バスツアー 4（3月25日、マドンナ）共演:友田真希、北原夏美、倖田李梨、岸川ひろみ、小池絵美子、松浦ユキ、青井マリ、小林芽衣、宮田まり、根元純、中森玲子、高坂保奈美、大林理恵

- 美熟女羞恥 総集編4時間 3（3月25日、マドンナ）
- 111人のうしろから突かれたい女たち（4月3日、TMA）
- メガ盛り Vol.02（4月7日、桃太郎映像出版）
- 熟女VS小娘（4月10日、ビデオメーカー）
- レズの鬼 -レズぶったぎり2時間（4月24日、LADIES♀ROOM）
- TMA人妻Bible 2枚組8時間（5月1日、TMA）

2010年
- 「おばさん」と呼ばないで…〜小娘の自由奔放なセックスに嫉妬する中年女〜（4月7日、マドンナ）共演:RUMIKA
- 浣腸美熟女 （6月25日、ダスッ!）

2011年
- 息子を拒みきれないパイパン教育ママ〜背徳に濡れた無毛の近親相姦〜（12月25日、マドンナ）

2012年
- 童貞を食べたくて仕方がない欲求不満の団地妻サークル（1月7日、ソフト・オン・デマンド）共演:風間ゆみ、結城みさ
- 飼育された二人の母親 〜一子二母凌辱相姦〜（3月7日、マドンナ）共演:桐岡さつき

2015年
- 頑固オヤジを色仕掛けで落とす凄腕美熟女（8月26日、ドラマ「人妻」本当にあったHな話）
- この身は売っても心は売らぬ昭和妻の操（8月26日、ドラマ「人妻」本当にあったHな話）
- 隣の奥さんは 連続絶頂ランジェリーナ（9月14日、ULTIMA）
- 欲求不満の母と絶倫息子 抜かずの三発中出し（10月11日、是空（センタービレッジ）

2016年
- 禁断の姉妹レズビアン 「ああ、そこ感じる～泉！やめないで…」家族の一線を越えて舌を絡ませオマ●コを舐め合う近親な関係 2（1月30日、ジャネス）共演:寺崎泉
- AV完全引退作品 翔田千里、やれんのか？NG出したら即撮り直し！＜引退＞にして＜限界＞に挑戦する2時間ノンストップドラマ三本番！！（2月25日、マドンナ）
- 身近な若い男がそそる…そして疼いてしまう…心配りや奥ゆかしさを持った熟女が男を欲しがって大人の恥を晒す 一回だけよ…私達の関係は今日だけよ…（4月10日、ホットエンターテイメント）他出演:矢部寿恵、宮本紗央里、伊沢涼子、仲間麗
- ヘンリー塚本 おんなと言うワイセツな生きモノ（4月13日、FAプロ）他出演:花宮あみ、結城みさ、紫彩乃、手塚みや、柏木もえ
- 義母を抱く（4月25日、FAプロ）他出演:辺見麻衣、双葉みお、麻布美玲
- あなた、ごめんなさい。 夫よりも縄に寝取られて…（5月19日、ドグマ）他出演:芹沢恋、篠田あゆみ、佐伯かのん、葵紫穂、七海ひさ代、桐島綾子、瞳れい
- 越えてはならぬ禁断の性 義母（6月24日、なでしこ）他出演:魚住紗江、大沢萌、五十嵐しのぶ、加藤なお、小池絵美子、円城ひとみ、秀吉小夜子
- 兄嫁 背徳セックスに溺れる美しき義姉たち6人（7月22日、なでしこ）他出演:潮見百合子、堀内秋美、大橋ひとみ、山本美和子、松嶋友里恵
- 女たちの昭和 あの日あの時あの涙 男はたくましく女はイヤラシかった 女は美し・いやらし・色っぽし（7月25日、FAプロ）他出演:川上ゆう、真島みゆき、七瀬かすみ、浅井舞香、望月加奈、中森玲子、大沢萌、坂本愛美、北谷静香、小林美沙、風見京子、岡安ひろみ、藤森みゆき、安藤沙耶佳、平井ゆきな、杉浦まり子、松永小百合、白石雪、大橋奈津美
- デキる熟女は、乳首を責める。（8月5日、ワープエンタテインメント）他出演:川上ゆう、風間ゆみ
- 「もう、奥さんたら!」ママ友だからと油断してたらレズられちゃった! 近所の奥様（ノンケ）のオマ○コにレズビアン妻の性欲が発情!! 2（9月27日、マニアゼロ）共演:寺崎泉
- 人妻姉妹レズビアンたちの相互オーガズム 一度やったら止められない、双頭ディルドプレイ! オマ○コにズボズボ入れて溜まった性欲を解消するんです!!（10月28日、なでしこ）他出演：音無かおり、本庄瞳、寺崎泉、三喜本のぞみ、小早川怜子、広瀬奈々美、澤村レイコ、村上涼子、川上ゆう
- 熟女の匂い立つ足裏 艶熟フェチ画報 「究極フェチズム館」（11月1日、熟女塾/エマニエル）他出演：風間ゆみ、北条麻妃、澤村レイコ、松岡みれい、真弓あずさ、若林美保、谷原ゆき、神崎久美
- 人妻姉妹レズクンニの虜 真性レズにオマ○コを舌でかき回されアヘ顔でイキまくるノンケな妹（11月25日、なでしこ）他出演：音無かおり、本庄瞳、寺崎泉、村上涼子、澤村レイコ、広瀬奈々美、小早川怜子、三喜本のぞみ、川上ゆう
- 止まらない性欲… 淫乱美熟女の濡れた日常（11月25日、Yellow Moon）他出演：北原夏美、紅月ひかり、町村あんな
- 人妻姉妹偽チ○ポセックスにドキマギ! 一度やったら止められない 旦那に内緒のペニバン性交!!（11月27日、ジャネス）他出演：音無かおり、本庄瞳、寺崎泉、村上涼子、澤村レイコ、広瀬奈々美、小早川怜子、三喜本のぞみ、川上ゆう
- まるっと！翔田千里（12月1日、プラネットプラス）※単体ベスト
- 変態家族の性教育 5家族収録（12月9日、なでしこ）他出演：五十嵐しのぶ、艶堂しほり、加納綾子、明海こう、本庄瞳、七緒ゆづき

2017年
- ド迫力BODY爆乳熟女16人！全裸エクササイズ（1月27日、なでしこ）他出演：円城ひとみ、音無かおり、宮部涼花、三喜本のぞみ、松坂美紀、篠田ゆう、篠田あゆみ、風間ゆみ 他
- 近親レズビアン あなたにチ○ポでは味わえない事教えてあげる! 双頭ディルドレズセックス! ズッポリ根元まで挿入しイキまくる姉妹たち!!（1月31日、ジャネス）他出演：音無かおり、本庄瞳、寺崎泉、三喜本のぞみ、小早川怜子、広瀬奈々美、澤村レイコ、村上涼子、川上ゆう
- 陵辱鬼に狙われた6人の美白ママ友たち（2月10日、なでしこ）他出演：水沢真樹、村上涼子、管野しずか、澤村レイコ、北条麻妃
- 美熟女の汗だく汁だく本気オナニー! オナニー!! オナニー!!!（4月1日、熟女塾/エマニエル）他出演：北条麻妃、三喜本のぞみ、南澤ゆりえ、竹内れい子、天野小雪、中島あいり、京野結衣、希佳苗、片瀬仁美
- 問答無用 自宅侵入6連鎖 生ハメ鬼突き！強制射精！ママ友レイプ（4月14日、なでしこ）他出演：川上ゆう、結城みさ、北条麻妃、松浦ユキ、宇佐美なな
- 闇の事件簿 近親相姦集団レイプ（7月14日、なでしこ）他出演：北条麻妃、桐岡さつき、藤沢芳恵、このみゆうか、美緒みくる、時越芙美江、矢部寿恵
- これで見納め!! 翔田千里 永久保存版（8月7日、マドンナ）※単体ベスト
- お母さんエッチしよう 童貞ニートたちのリアル彼女（8月7日、桃太郎映像）他出演：宮下真紀、野中雪子、井上雅、小嶋あや、安西咲 他
- 鉄板熟女 美マダム乱交!! 性欲が最盛期(ピーク)に達した凄すぎる美魔女が男根を貪る!!（9月7日、桃太郎映像）他出演：志村玲子、友田真希、愛田るか、赤坂なつみ、村上涼子 他
- 淫欲の家庭内強姦 田舎で暮らす義父に襲われる嫁（9月8日、なでしこ）他出演：椎名ゆな、黒沢那智、小早川怜子、青木玲、矢部寿恵
- レジェンド女優が初体験の凄イキ4時間（11月1日、CORE）他出演：松本まりな、小早川怜子、風間ゆみ
- 再婚相手より前の年増な女房がやっぱいいや…（11月23日、タカラ映像）
- 母子姦（12月7日、グローリークエスト）
- ネトラレーゼ 妻が写真家の兄弟弟子にヌードモデルにされ寝盗られた話し（12月28日、タカラ映像）

2018年
- 母の友人（1月1日、マドンナ）
- 快楽の悦びに溺れた妻（1月25日、タカラ映像）
- 僕が愛したリアルダッチドール 5（1月25日、セレブの友）
- 調教される母（1月26日、グローバルメディアエンタテインメント）
- 人妻夜這いレズ ～熱帯夜、悪夢に魘されて…。～（2月7日、マドンナ）共演：加瀬かなこ
- ED ～勃起不全～治療クリニック 院長：翔田千里（2月13日、AVS collector’s）
- 感度抜群ピクつくスケベな熟れた美Body! 美熟女四十路女の興奮した膣に濃厚精液中出しファック（2月19日、美人魔女/エマニエル）
- 鍋パNTR 【悲報】妻が近所のママ友達と忘年会も兼ねて近所のレンタルルームに行った時我が家のカメラで撮られた動画です…（2月22日、タカラ映像）
- 禁欲10日目の媚薬 15（2月25日、セレブの友）
- 熟女ヨガ教室 今夜はギンギン!（3月2日、スターボード）共演：加山なつこ、Maika
- 人妻艶情 ～時代に逆らった背徳の不貞妻～（3月9日、新世紀文藝社）他出演：北条麻妃、牧原れい子
- 好色夫人 ～男だけに飽き足らず女とも浮気する好きもの美人妻～（3月13日、U&K
- 僕のねとられ話しを聞いてほしい 包茎手術で上京した甥子を叔父夫婦として微笑ましく見守っていたら術後のズル剥けチ○ポで寝取られた妻（3月13日、JET映像）
- 本当にあった!! 完熟生保レディの中出し契約テクニック（3月29日、センタービレッジ）
- ヘンリー塚本原作 母(おふくろ)/嫁(よめ)息子の種で身篭った母/義理の息子にやられる母/前科者息子の性欲処理/夫の祖父とできた嫁（4月1日、FAプロ）他出演：平岡里枝子、井上綾子、熊谷麻美
- 惨めで淫らなドМ肉便器女、5年間の調教記録 翔田千里5時間（4月7日、山と空）
- 妻が目の前で…（4月12日、タカラ映像）
- 翔田千里の下品ガニ股腰振り3SEX（4月13日、セレブの友）
- ヘンリー塚本 猥褻図画エロ本（4月13日、FAプロ）他出演：芦屋静香、緒方泰子、神納花、川越ゆい
- 夫の知らない妻の愛人 ～倒錯した四十路の濃厚レズセックス～（5月13日、U&K）共演：円城ひとみ
- お母さんの玩具になった僕 美義母はニンフォマニア!（6月7日、ルビー）
- Wペニバンレズ（6月13日、U&K）共演：円城ひとみ／他出演：緒方泰子、水谷あおい、枢木みかん、浜崎真緒
- 父が出かけて2秒でセックスする母と息子（6月19日、VENUS）
- お母さんと二人きりで行った温泉旅行で、久しぶりに見る母の裸体に興奮してしまい、ボクは絶対にしてはならない過ちを犯してしまった… 2（6月25日、セブンエイト）他出演：井上綾子、桐島秋子、上原千尋、野宮凛子、小森愛、寺崎泉、沙羅樹、美神さゆり 他
- 艶めく恋情 そして未亡人は婀娜(あだ)めく肉の門!（6月28日、日本橋映像）他出演：村上涼子、澤村レイコ
- 僕の義母は淫乱アンドロイド おねだり近親相姦SEX!! 2（7月13日、セレブの友）
- 夜這い 真夜中に寝ている夫の隣で中出しされる人妻 2（7月19日、グローリークエスト）他出演：小早川怜子、森下美緒、柳あきら、二ノ宮慶子
- 母の誘惑「妊娠してもいい夫以外に中出しされたい」（7月27日、なでしこ）他出演：伊織涼子、加藤ツバキ
- 同性愛ルームシェア ～熟女と年の差レズビアン～（8月13日、セレブの友）共演：波多野結衣、君島みお
- 翔田千里×黒人×デカマラ3SEX（8月25日、セレブの友）
- 禁断の背徳介護 嫁、義妹、義姉の献身介護に淫らな欲情を催し性行為を強いる義父や義兄…（8月30日、日本橋映像）他出演：芹沢恋
- ガニ股絶頂手まん熟レズ（9月13日、U&K）共演：葵百合香／他出演：緒方泰子、水上由紀恵、二宮和香、高嶋ゆいか
- 家族揃ってカラダで稼ぐ売春母子家庭（9月13日、セレブの友）共演：波多野結衣、君島みお
- 相性抜群の親子「お父さんには内緒よ」夫に内緒で息子の肉棒を貪り尽くす五十路母13人（9月14日、なでしこ）他出演：加山なつこ、神崎久美、大石忍、真木静乃、菊川麻里、水野淑恵、寺島千鶴、三咲悠 他
- 熟女パイパン肉便器ザーメンぶっかけ調教（9月25日、セレブの友）
- レジェンド女優同性愛 愛と涙の3Pレズビアン（9月25日、セレブの友）共演：風間ゆみ、川上ゆう
- 緊縛近親相姦 田舎の義父と嫁（10月12日、なでしこ）他出演：小出遥、青木美空、伊織涼子、結城みさ、青木玲、村上涼子、川上ゆう
- 異母姉妹なのに性癖が似すぎている件（10月13日、セレブの友）共演：風間ゆみ、川上ゆう
- 立ちハメ限定! 足ガックガクSEX（10月25日、セレブの友）
- 人妻捕鯨船 水着の五十路美熟女 大量潮吹きドキュメント（10月26日、グローバルメディアエンタテインメント）
- 密着性交 燃え上がる男女の肉体関係（10月26日、なでしこ）他出演：松本まりな、花島瑞江、結城みさ
- 美熟女 湯けむり淫蕩女将が癒し蠱惑(こわく)する女将やど。（10月30日、日本橋映像）他出演：友田真希
- 六本木のクラブに現れた時代遅れのデカ尻デカ乳ボディコン熟女たちが一般カップルの彼氏を狙う! 愛する彼女を差し置いてムチムチボディの餌食なった彼氏が喜び勇んで愛液滴るおばさんマ○コで浮気SEX! 3（11月9日、V&R PRODUCE）他出演：児玉るみ、水城奈緒
- 年の差レズエステ 四十路人妻連続アクメ Vol.2 イっても止めないエンドレス絶頂!（11月15日、ピーターズ）他出演：桐嶋りの、蓮実クレア、伊織涼子、結希玲衣
- こねくりママちゃん こねくりお手コキとお下品なフェラチオ（11月19日、ドグマ）
- 嫁の母と禁断性交 其ノ参 お義母さん…女房よりもずっといいよ（11月23日、グローバルメディアエンタテインメント）
- 剛毛×お漏らし×同性愛（11月25日、セレブの友）共演：宮村ななこ、橋本れいか
- はだかの訪問介護士（12月1日、プラネットプラス）
- 崩れてく親子愛（12月13日、タカラ映像）
- デカ尻熟女のデカマラピストンSEX（12月13日、セレブの友）
- 種付け義母 義理の母をハメ放題で種付けプレス（12月13日、センタービレッジ）
- もしも… ムチムチプリプリの美痴女が突然家族の一員になったとしたら…12人4時間（12月15日、ビッグモーカル）他出演：北条麻妃、川上ゆう、小早川怜子、本庄瞳、鈴木さとみ、牧原れい子 他
- 母と娘のレズビアン 毎月10日はレズ記念日（12月19日、ルビー）共演：水谷あおい
- 淫乱年の差三姉妹の彼氏交換SEX（12月25日、セレブの友）共演：宮村ななこ、橋本れいか

2019年
- 1人暮らしのボクの家にやってきたのはデカ乳の家政婦! 母性溢れる巨乳に僕のチ○ポはフル勃起! 責任を感じたのかまさかの優しい授乳手コキ! 目の前のデカチ○ポ握るだけでは飽き足らず思わず馬乗り生挿入! 自ら激しい腰振りで何度も中出し懇願! 4（1月11日、V&R PRODUCE）他出演：三島奈津子、水城奈緒
- 平成艶熟春画 ～町内会の会合でこっそりレズするママ友不倫～（1月13日、U&K）共演：水上由紀恵
- 翔田千里 20時間39分ベスト（1月13日、セレブの友）※単体ベスト（DVD8枚組）
- 娘婿との戯れに溺れた義母（1月19日、KSB企画/エマニエル）
- 続・異常性交 五十路母と子 其ノ参拾六（1月25日、グローバルメディアエンタテインメント）
- わかっちゃいるけど止められない! 快感に負ける人妻たちとそれを貪る男たち… 理由はともあれすべて和姦!（1月25日、キネマ座）他出演：水上由紀恵、宮本紗央里
- 母子交尾【湯村路】（2月1日、ルビー）
- 大痴漢列車 ～人妻同時多発痴漢～「あの日、あのとき、私たちがあの電車に乗らなければ…」（2月1日、センタービレッジ）共演：澤村レイコ、小早川怜子、吹石れな   ※「AV OPEN 2018」人妻・熟女部門エントリー作品
- 人妻の花びらめくり（2月19日、人妻援護会/エマニエル）
- 熟女残虐中出し懲罰（2月22日、なでしこ）他出演：澤村レイコ、中森玲子、風間ゆみ、広瀬奈々美
- 【相姦の家】旦那の父と 性愛に溺れた嫁（3月8日、アダム書房）他出演：三浦恵理子、松本まりな、堀内秋美、北条麻妃
- まるまる! 翔田千里（3月22日、なでしこ）※単体ベスト
- 嫁の母 変わらない美しさ…お久しぶりの登場!!（4月7日、マドンナ）
- 爽やか清楚のショートヘアー人妻 春になるとイメチェンする女性は解放的!（4月7日、Mellow Moon）他出演：大堀香奈、石黒樹里、筒井まりか、安立ゆうこ、石野祥子、神崎久美、亜佐倉みんと
- 綺麗なおばさんが優しくねっとりしてあげる ガチ童貞筆下ろしドキュメント 5（4月10日、ホットエンターテイメント）他出演：かさいあみ、平清香
- 義理の息子 性欲の強い息子にめろめろにされた義母（4月11日、タカラ映像）
- 家事代行 むっちり完熟妻のブラチラ巨乳と豊満尻に大興奮! 早漏なボクに天才的腰使いの優しい筆下し! 連続中出しSEX!（4月15日、ロータス）他出演：一条綺美香、音羽文子
- ささやき淫語で誘惑する淫乱五十路妻（5月1日、五十路ん）
- 夫の前でマッサージ師に絶頂(いか)された妻（5月1日、VENUS）
- 挟まれてW接吻（5月1日、OFFICE K’S）共演：藤本理玖／他出演：黒木いくみ、福山美佳、明里ともか、香苗レノン、堀井はるか、西田カリナ
- 翔田千里21時間39分ベスト（5月13日、セレブの友）※単体ベスト
- 黒人に犯された熟女たち デカチン強姦!（5月17日、なでしこ）他出演：結城みさ、小早川怜子、白鳥寿美礼、七海ひさ代、羽月希
- 真・異常性交 五十路母と子 番外編 温泉旅路 禁断の湯けむり近親交尾（5月24日、グローバルメディアエンタテインメント）
- 密着セックス ～真夜中の訪問で求め合う寂しい人妻と男の不貞関係～（6月25日、マドンナ）
- VENUS10周年記念特別撮り下ろし作品 ある日突然ボクの家が民泊に!?やってきたのは3人組の仲良し豊満巨乳熟女!!親が旅行に行ってるあいだ管理を任されたボクはおっぱいハーレム状態でキンタマ空っぽになるまで搾り取られた!!（9月1日、VENUS）共演：松沢ゆかり、八木あずさ
- 翔田千里 Precious Best 16作品8時間2枚組（10月3日、センタービレッジ）※単体ベスト
- 超優良! 生ハメしまくり熟女おっパブ（10月7日、VENUS）
- 黒人巨大マラ 犯された日本人熟女 むちエロ美人妻を薬漬け4P輪姦セックス（10月25日、グローバルメディアエンタテインメント）
- 粘ピス義母痴漢 夫の連れ子に粘着質なスローピストンで深突きされて声を出せずに完堕ちした私（11月13日、VENUS）
- 全員変態! 禁断の家庭内スワップ!（11月22日、キネマ座）共演：西野たえ
- 母と息子の中出し性活。（11月28日、タカラ映像）
- 美熟女のパンティが好き 其の一（12月1日、五十路ん）
- 彼女に内緒で彼女の母ともヤってます…（12月7日、JET映像）
- 翔田千里のレズナンパ（12月19日、RUBY）
- 翔田千里 24時間31分ベスト 4（12月25日、セレブの友）※単体ベスト

2020年
- 先輩たちの怒りを買って集団イジメの対象になり、更にはセクハラ上客用の淫らな生贄となった新人生保レディ（1月7日、アタッカーズ）共演：河南実里、大槻ひびき、水城奈緒、黛ユイ
- フロントホックブラと小さいパンティーで童貞の僕を挑発するとなりの奥さん（1月19日、VENUS）
- デカ尻どスケベ淫乱熟女!!（2月1日、MARRION）
- 翔田千里全仕事 8時間2枚組（2月7日、ルビー）※単体ベスト
- ママシ●タ実話（2月20日、グローリークエスト）
- この世は男と女だけ エロ過ぎた熟れた多情妻（2月27日、タカラ映像）
- 嵐の夜、会社に閉じ込められた女上司と二人きり（2月28日、グローバルメディアエンタテインメント）
- 突撃訪問SEX! ビビッと即ハメで午前中にスッキリ! 朝しか自由のない専業主婦の家を訪ねて中出ししたら即退散!（3月5日、グローリークエスト）他出演：黒宮えいみ、羽月希、成宮いろは
- S級熟女コンプリートファイル 翔田千里 6時間（3月7日、VENUS）※単体ベスト
- 母子交尾 【日光上三依路】（4月7日、ルビー）
- 完全撮り下ろし! アナタを挑発しながらディルドオナニーを見せつける女たち… ガニ股で下品に腰振る発情オマ○コをご覧ください 2（4月25日、セレブの友）他出演：篠崎かんな、加山なつこ、音羽文子、あおいれな、みひな、あけみみう 他
- バレたらヤバイ状況で密着セックス（5月1日、五十路ん）
- 女尊男卑の会社で働く妻の女上司は草食フニャチン夫を開眼させる超弩級パワハラ痴女帝（5月7日、VENUS/女神）
- デカチン男との濃厚密着不倫セックスに乱れまくる人妻たち…（5月27日、グラフィティジャパン）他出演：福元美砂恵、他4名
- 代理出産の母 ふたたび（5月28日、タカラ映像/ALEDDIN）
- 近親相姦 母のお尻 ～五十路母の卑猥な豪快巨尻（6月7日、ルビー/NEXT DOOR）
- 嫁の母 禁断背徳中出し交尾（6月12日、なでしこ）他出演：内原美智子、星野友里江、青井マリ

### 女性向けアダルトビデオ
- Batsuichi 蒸す女（2013年9月10日、TOKYO LUV TRENDY）他出演：ムーミン、黒川純一、小早川怜子、本庄瞳
- Face to Face 5th season（2015年3月5日、SILK LABO）他出演：一徹、月野帯人、水原さな、有馬芳彦 、青葉ゆき
- 渡部拓哉 best collection vol.1（2016年8月18日、GIRL'S CH）他出演：渡部拓哉、佳苗るか、春原未来、坂口みほの、双葉にこ ※男優単体ベスト

### アダルトVR
2018年
- 母フェチVR 【うちのお袋があまりにも豊満でムチムチしてるので、朝採れザーメンをごっくんしてもらい、膣内射精までしてしまった…】（11月30日、SODVR）

2019年
- 町内対抗運動会の優勝祝いに参加したら近所の奥様方から活躍した御褒美にまさかまさかのエロハプニング!!（1月18日、MadonnaVR）共演：風間ゆみ、川上ゆう

### オリジナルビデオ
- 淫母の秘密 セレブ編 ゴージャスな誘惑（2006年12月8日、J.V.D）他出演:松本亜璃沙
- 義母（秘）劇場 母がオンナになる夜（2007年5月2日、竹書房）他出演:愛川咲樹、坂下れい
- 近親相姦 悶憧夢踊の姦淫 限りない愛のかたち（2007年5月23日、ビーエムドットスリー）
- 義母のまごころ ～お義母さんが元気の出るおまじないしてあげるね!（2009年3月13日、J.V.D）
- 堕悪 2 ～DARK～（2011年2月18日、GPミュージアム）
- 世にエロスな物語（2018年、ファーストインプレッション）「しのびあい」祥子役[11]

### イメージDVD
- 感じる人妻 〜陽だまりに誘われて〜 日常編（2008年7月29日、UGANDA）
- 感じる人妻 〜禁じられた遊び〜 非日常編（2008年10月29日、UGANDA）
- 我王 恥望遊戯（2009年3月25日、UGANDA）
- Eternal（2010年10月29日、UGANDA）
- 熱帯熟女倶楽部（2012年6月29日、UGANDA）共演:風間ゆみ
- 湯けむりおっぱい 〜夏の陣〜（2012年9月28日、オルスタックピクチャーズ）
- 奥様といっしょに 〜翔田夫人の場合〜（2012年12月28日、グラッソ）

## 出演

### 映画
- 背徳の海 情炎に溺れて（2014年9月12日公開、監督：竹洞哲也、オーピー映画）- 淡路香澄 役[12]
- 熟女ヨガ教室 今夜はギンギン!（2015年6月5日公開、監督：清水大敬、オーピー映画）- 明美 役[13]

### テレビ
- Vシアター135（つくばテレビ）- 2010年9月の番組ナビゲーター。
- せんべろ女とホルモンおやじ#01 酔いどれの聖地・立石編（フジテレビワンツーネクスト）
- 24時間かすみレディオ2013（2013年9月28日 、エンタ!959）・・・共演：かすみ果穂ほか
- 他人のSEXで生きてる人々2 （2015年7月12日 - 2016年6月12日、NOTTV） - MC

### インターネット放送
- エロ生☆パラダイス （2008年8月5日、2009年3月17日放送出演、GyaOジョッキー）
- トイズハートプレゼンツ「とりあえずナマで！」（2019年6月8日、Youtube トイズハートチャンネル）＊第１４回ゲスト[14][15]

### ラジオ
- ロバート秋山のお義母さんといっしょ! （2012年4月5日 - 12月27日、ラジオ大阪）

### バラエティーDVD
- 24時間かすみレディオ2013 DVD-BOX（2014年、つくばテレビ）

### インタビュー
- 『あなたの知らない熟女AVの世界』レジェンドAV女優・翔田千里さんが目指すものは、まさかの還暦作品!?（2021年2月5日、ゲオTVアダルトニュースメディアMANGO）[16]

## 書籍

### 写真集
- 艶ぱら（2012年10月31日、竹書房、撮影:マキハラススム）ISBN 978-4812491737
- 艶ジェル（2013年12月12日、竹書房、撮影:小町剛廣）ISBN 978-4812498026
- 艶情（2014年10月1日、アスペクト、撮影:マキハラススム）ISBN 978-4757223608

### ムック本
- 美熟アフロディーテ 翔田千里（2015年9月30日、オークス） ISBN 978-4799008010

### モデル
- グラマー裸婦 ポーズBOOK VOL.2（2014年7月30日、ワイレア出版発行、大洋図書発売） ISBN 978-4813022497